# Paolo Bert
Paolo Bert (Pinerolo, 23 agosto 1978) è un fondista di corsa in montagna italiano, vincitore di numerose skyrace.
È considerato uno dei più grandi specialisti delle corse in altura. È tesserato per la Podistica Valle Infernotto e detiene il record di vittorie alla Tre Rifugi Val Pellice, con 9 edizioni vinte consecutivamente dal 2002 al 2010.

## Caratteristiche tecniche
Atleta brevilineo, formidabile discesista, è dotato di un'eccellente tecnica di corsa. I suoi punti di forza sono lo scatto e la grande resistenza in salita, dote quest'ultima che lo rende competitivo sia sulle medie che sulle lunghe distanze.

### Primati
Il 29 agosto 2011 ha stabilito il record di salita e discesa del Monviso da Pian del Re in 3 ore,12 minuti e 42 secondi.
Il 15 luglio 2012 ha ottenuto il suo 10º successo su 12 partecipazioni alla Tre Rifugi Val Pellice, che per l'occasione è stata affrontata nella nuova veste di Ultratrail.

## Palmarès

### Principali vittorie
- Skyrunner Italy Series (2018)
- Campionato italiano CSEN outdoor (2018)
- Val Brevettola Race (2018)
- Trail del Segredont (2018)
- Trofeo Monte Chaberton (2018)
- Belladormiente Skyrace (2018)
- Trentapassi SkyRace (2017)
- Campione regionale di Corsa in Montagna specialità KM Verticale FIDAL Piemonte (2016)
- Chilometro Verticale di Sestriere (2016)
- La Sportiva Mountain Running Cup 2016
- International Rosetta Skyrace (2016)
- La Veia Sky Race (2016)
- Trofeo Skyrunning Dario & Willy (2016)
- Campionato Regionale FIS (2015)
- Trail del Marchesato (2015)
- Stava Mountain Race (2014)
- V Trail Oulx K50 (2013)
- Tour Monviso Trail, Crissolo (2013, 2014, 2015, 2016, 2017, 2018)
- Campione regionale di corsa in montagna lunghe distanze FIDAL Piemonte (2013)
- Trail dei Fieschi, Savignone (2012)
- The Electric Trail, Pont-Saint-Martin (2012)
- Trail di Portofino (2011)
- Tre Funivie Skyrace, Sestriere (2011, 2012, 2013)
- Trail “Tra Mare e Cielo”, Laigueglia (2010, 2011, 2012, 2014)
- Trail dei due Parchi (2010)
- Ultra Trail Teva Extreme Outdoor Games (2009, 2010, 2011)
- Trail running Castel Gavone (2008, 2009, 2010)
- Km Verticale dei Ciciu (2008, 2010 con record del percorso)
- Monviso Vertical Race (2007, 2010)
- Tre Rifugi Val Pellice (9 edizioni consecutive dal 2002 al 2010, 2012, 2013, 2014, 2015)
- Tavagnasco - Corsa ai Piani (2009, 2014)
- Trail Aschero, Vado Ligure (2009)
- Monterosa Skyrace (2008)
- Trail Monte Picarü, Cisano sul Neva (2008)
- Trail Rensèn 35 (2008)
- Marcia degli Alpini - Memorial Leonardo Follis (2007)
- Cronoscalinata di Bergeggi (2004, 2007)
- Km Verticale del Dahu (2006, 2011, 2013)
- Marcia del Dondeuil (2005, 2006)
- Trofeo Sentieri Cervaschesi (2005, 2011)
- Mezzalama Skyrace (2005)
- Trofeo Besimauda (2005)
- Skyrace Orsiera Rocciavrè (2003)

### Principali secondi posti
- Cervino Matterhorn X-Trail 25 km (2016)
- Mozzafiato Skyrace (2015)
- Monterosa Walser Ultra Trail (2014)
- Trentapassi SkyRace (2014, 2015)
- Classifica finale La Sportiva Gore-Tex Mountain Running Cup (2013)
- Vice campione italiano Ultra SkyMarathon FISKY CSEN K50 (2012)
- IV Trail Oulx K50 (2012)
- Monviso Vertical Race (2012)
- Porte - Fontana degli Alpini (2012)
- Val Maira SkyMarathon (2011)
- Marcia degli Alpini - Memorial Leonardo Follis (2011)
- Tre Rifugi Val Pellice (2011)
- Mezza maratona a 5 cerchi, Pragelato (2011)
- Monte Rosa SkyMarathon (2010, 2011)
- Km Verticale del Dahu (2008, 2010)
- Trail di Portofino (2008, 2009)
- K22 Chaberton Marathon (2008)
- Skyrace Teva Extreme Outdoor Games (2006, 2008)
- Mezzalama Skyrace (2006, 2008)
- Trofeo Sentieri Cervaschesi (2004, 2008, 2012)
- Becca di Nona Skyrace (2007, 2011)
- Tavagnasco - Corsa ai Piani (2007)
- Trofeo Skyrunning Oasi Zegna (2006)
- Monterosa Skyrace (2002, 2006)
- Pontboset Skyrace (2004, 2011)
- Skyrace Tre Rifugi Mondovì (2003)

### Principali terzi posti
- Resegup SkyRace (2015, 2016, 2017)
- Stava Mountain Race (2013)
- Monviso Vertical Race (2013)
- Valle Varaita Trail, Brossasco (2013)
- Trail “Tra Mare e Cielo”, Laigueglia (2013)
- Pontboset Skyrace (2007, 2010)
- Km Verticale del Dahu (2007, 2009)
- Monviso Vertical Race (2008, 2011)
- Mezzalama Skyrace (2007)
- Cà Bianca, Cafasse (2007)
- Trofeo Sentieri Cervaschesi (2006, 2007, 2013)
- Corsa al Monte Musinè (2006)
- Gran Premio Comunità Montane FIDAL Piemonte (2006)
- Skyrace Orsiera Rocciavrè (2005)
- Becca di Nona Skyrace (2003, 2005)
- Campionato italiano skyrunning (2004)
- Monterosa Skyrace (2003, 2004)
- Tre Rifugi Val Pellice (2001)

### Altri piazzamenti
- 18º, Dolomites SkyRace (2017)
- 12º, Zegama-Aizkorri (seconda Tappa delle SkyRunner World Series) (2016)
- 5º, Giir Di Mont Skymarathon Premana (2015)
- 10º, Red Rock Sky Marathon Vezza d'Oglio (2013)
- 20º, Giir di Mont, Premana (2013)
- 8º, International Skyrace Valmalenco – Valposchiavo (2013)
- 6º, Trail del Monte Soglio (2013)
- 7º, Sentiero 4 luglio SkyMarathon, Corteno Golgi  (2012)
- 10º, International Skyrace Valmalenco – Valposchiavo (2012)
- 8º, Stava Skyrace (2011)
- 4º, Monviso Vertical Race (2009)
- 7º, Becca di Nona Skyrace (2009)
- 19º, Giir di Mont, Premana (2009)
- 5º, Becca di Nona Skyrace (2008)
- 12º (10º di categoria) International Skyrace Valmalenco – Valposchiavo (2008)
- 4º, Skyrace Teva Extreme Outdoor Games (2007)
- 7º, Giro delle Casere Skyrace - Trofeo A.Gherardi (2007)
- 21º, 1º Memorial Partigiani "Stellina", Susa (2007)
- 4º, Pontboset Skyrace (2006)
- 5º, Ivrea - Mombarone (2005)
- 19º, Pontboset Skyrace (2005)
- 4º, Skyrace Orsiera Rocciavrè (2004)
- 5º, Skymarathon “ Trofeo Scaccabarozzi-Sentiero delle Grigne “ (2004)
- 6º, Salita al Pavillon (La Palud - Rifugio Pavillon) (2003)
- 5º, Tavagnasco - Corsa ai Piani (2002)
- 10º, 31º Campionato Nazionale ANA di corsa in montagna (2002)